# 兴隆店站
兴隆店站是一个沈山线上的铁路车站，位于辽宁省新民市兴隆镇，建于1907年，目前为四等站，邮政编码为110305。目前客运：不办理旅客乘降；行李、包裹托运；货运：办理整车货物发到；不办理罐装危险货物到达。